# Paola Antonelli
Paola Antonelli (Sassari 1963) es una arquitecta de origen italiano. Ha sido Comisaria Jefa del Departamento de Arquitectura y Diseño y desde 2012 Primera Directora de R&D (Iniciativa de Investigación y Desarrollo) en el Museo de Arte Moderno de Nueva York (MoMA).

## Vida personal
Hija de padres médicos, desde pequeña vivió en Milán. Estudió dos años Economía y posteriormente Arquitectura. En 1990, obtuvo la maestría en Arquitectura en el Politécnico de Milán.

## Trayectoria
Trabajó en revistas de arquitectura Italiana como Domus (1987-91) y Abitare (1992-94). Allí tuvo la oportunidad de conocer y trabajar con los principales curadores como Italo Lupi, Pierluigi Cerri y Achille Castiglioni.
Dio clases en UCLA (Universidad de California en Los Ángeles) e Historia y Teoría del diseño en Harvard a la par que realizaba curadurías en forma independiente que encuentra en las últimas páginas de la ID Magazine, hasta 1994 cuando logra el puesto en el Departamento de Arquitectura y Diseño del MoMA que ejerce hasta el día de hoy.
Desde sus inicios en el Museo, trabajó en proyectos que combinan el diseño con la biología, la arquitectura, el arte, la sustentabilidad, la ciencia y la tecnología mostrando el vínculo cada vez más estrecho que existe entre ellos. La actual conexión del diseño con la cultura y la tecnología, la ha llevado a evolucionar en su postura curatorial organizando muestras de diseño contemporáneos sobre objetos reales e imaginarios, tanto físicos como inmateriales, incluyendo interfaces, tipos de letra, aplicaciones, videojuegos, y más.
Algunas de sus exposiciones en el MoMA, son Workspheres (2001), que exploró cómo las personas modificaron la manera de trabajar a partir del boom de las punto.com, SAFE: El diseño asume el riesgo (2005- 2006) que expuso productos y prototipos de diseño contemporáneo para proteger el cuerpo y la mente en situaciones de peligro, Humildes obras maestras (2004), que celebra iconos del diseño que pasan desapercibidos como el clip, Diseño y la Mente Elástica (2008) que presenta como la ciencia y el diseño trabajan mano a mano y Talk to Me: El Diseño y la comunicación entre las personas y los objetos (2011), Diseño Aplicado (2012) en la que se incluía seleccionados videojuegos mostrando el impacto del diseño en la vida contemporánea y la más reciente exposición con las nuevas adquisiciones de la colección, titulada Esto es para todos que expone entre otros objetos, el Poder de encendido / apagado y el símbolo @.
A su vez, desde su puesto como Directora de R&D apuesta a integrar la ambigüedad entre lo físico y lo digital, los curadores y el público y los distintos tipos de culturas desde esta plataforma que a través de foros de discusión y experimentos en línea como el actual Diseño y Violencia, el lado oscuro del diseño que investiga las manifestaciones de la violencia en la vida contemporánea y como el diseño puede ser un acto de destrucción creativo de consecuencias intencionales o no proporciona información y herramientas para explorar nuevas oportunidades.

## Reconocimientos
- Premio AIGA 2015[4]